# Ceromitia auricrinis
Ceromitia auricrinis is een vlinder uit de familie van de langsprietmotten (Adelidae). De wetenschappelijke naam van de soort is voor het eerst geldig gepubliceerd in 1933 door Walsingham.